# Israel Treutiger
Israel Treutiger, född 1700, död 1747 eller 1748, var en svensk löjtnant och språkmästare vid Lunds universitet. 

## Biografi
Treutiger, som vistats tio år i Frankrike, var svärson till Lunds universitets språkmästare Pierre Allegre. Detta kan ha påverkat konsistoriets beslut att förbigå den tillförordnade språkmästaren i franska Ifvar Kraak och istället utse löjtnant Treutiger till Allegres efterträdare när denne avgick från språkmästarposten på grund av hög ålder i slutet av december år 1738. Detta innebar inte att löjtnanten var omeriterad; utöver sina franskkunskaper hade han även "Italienska, Engelska och Spanska Språken sig bekante". Samma år som han blev språkmästare gav han även ut en fransk grammatik emedan han "icke funnit något tienligt hielp-medel at dymedelst rätt kunna wägleda dem, som min underwisning  i Fransyska Språket åstundat". Hans planer på att ge ut ordböcker avbröts dock av hans död som inträffade antingen 1747 eller 1748. Som språkmästare efterträddes han av den ovannämnde Ifvar Kraak, som till sist kunde tillträda posten som ordinarie språkmästare.